# Paulding County, Ohio
Paulding County är ett administrativt område i delstaten Ohio, USA. År 2010 hade countyt 19 614 invånare. Den administrativa huvudorten (county seat) är Paulding.

## Geografi
Enligt United States Census Bureau har countyt en total area på 1 085 km². 1 078 km² av den arean är land och 7 km² är vatten.

### Angränsande countyn
- Defiance County - norr
- Putnam County - öst
- Van Wert County - söder
- Allen County, Indiana - väst